# Sibel Özkan
Pour les articles homonymes, voir Sibel (homonymie).
Sibel Özkan est une haltérophile turque née à Afyonkarahisar le 3 mars 1988. Elle n'a pas remporté la médaille d'argent aux Jeux olympiques d'été de 2008 à Pékin, celle-ci lui a été retirée en 2016 en raison d'un contrôle antidopage.

## Palmarès

### Championnats du monde d'haltérophilie
- Championnats du monde d'haltérophilie 2009 à Goyang (Corée du Sud) : 
  -  Médaille d'argent en moins de 48 kg.

- Championnats du monde d'haltérophilie 2010 à Antalya (Turquie) : 
  -  Médaille d'argent en moins de 48 kg.

- Championnats du monde d'haltérophilie 2014 à Almaty (Kazakhstan) : 
  -  Médaille d'argent en moins de 48 kg.